# Йоахим Кристофер фон Бухвалд
Йоахим Кристофер фон Бухвалд (на немски: Joachim Christopher/Joachim Christoph von Buchwald; * февруари 1646; † 3 януари 1685 в Кил) е благородник от род фон Бухвалд от Холщайн, господар в Кнооп, Проженсторф и Недергаард (близо до Кил) в Шлезвиг-Холщайн и ритмейстер.
Той е син на императорския полковник-лейтенант Фридрих фон Бухвалд (1605 – 1676), господар в Бюлк, и втората му съпруга Друде Кристоферсдатер фон Рантцау (1612 – 1667), вдовица на Ото фон Бухвалд-Борстел и Грабов († 1635), дъщеря на Кристофер фон Рантцау-Бюлк (1578 – 1655) и Емеренция фон Бухвалд (1588 – 1655). Внук е на Йоахим фон Бухвалд (1553 – 1635) и Аделхайд фон Алефелдт († сл. 1619). Баща му става датчанин.
Брат е на Катарина Олегаард фон Бухвалд († 1704), омъжена 1671 г. за капитан Хенрик фон Тинен († 1703), и на Емеренция фон Бухвалд-Холтен-Клинкен († 1697), омъжена ок. 1660 г. за ритмайстер Волф Ратлоу-Холтенклинкен (1634 – 1688).
По-малък полубрат е на Ханс Адолф фон Бухвалд-Борстел и Грабов (1631 – 1679) и полковник-лейтенант Волф фон Бухвалд († 1687), господар в Бюлк, на Аделхайд фон Бухвалд, омъжена за Левин Клаус фон Молтке (1609 – 1663), и на Елизабет фон Бухвалд (* 1637), омъжена на 18 юни 1651 г. за Ханс фон Тинен (1628 – 1691).
Йоахим Кристофер фон Бухвалд умира на 3 януари 1685 в Кил на 38 години и е погребан на 6 февруари 1685 г. в Кил, фамилията измира с него.
Клонове на фамилията фон Бухвалд съществуват до днес.

## Фамилия
Йоахим Кристофер фон Бухвалд се жени за Абел Доротея фон Тинен (* юни 1654; † 7 юли 1712, Кнооп), дъщеря на Годзке фон Тинен (1621 – 1671) и Катрина Майнсторф (1624 – 1662). Те имат децата:
- Доротея фон Бухвалд (* 3 юни 1683, Проженсторф, Кил; † 19 август 1709, Шлезвиг), омъжена на 26 януари 1699 г. в Кнооп за имперски граф генерал Вулф Хинрих/Волф Хайнрих фон Баудисин (* 1 септември 1671, Еутин; † 24 юли 1748, Риксдорф)
- Годзке фон Бухвалд
- Друде фон Бухвалд
- Катрине фон Бухвалд ( † януари 1712), омъжена I. пр. 1704 г. за Хенрик фон Алефелдт-Линдау (* 26 ноември 1680, Кил; † 4 март 1709), II. 1710 г. за Хиронимус фон Тинен (* 8 март 1685; † 19 ноември 1720)

Вдовицата му Абел Доротея фон Тинен се омъжва втори път за датския таен съветник Фредерик фон Рантцау (* 30 януари 1659, Любек; † 8 февруари 1723, Кил).